# صديري غطس

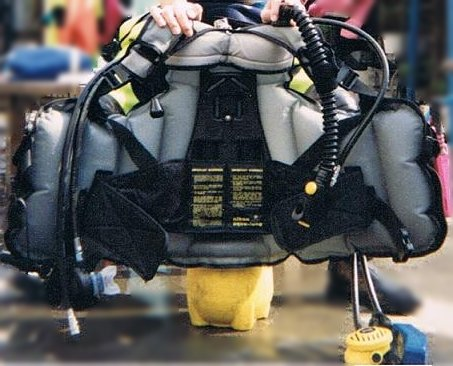
صديري غطس

صديري غطس أو معوض الطفو (بالإنجليزية: BC)‏ إختصار(buoyancy compensator)، يُسمى أيضًا جهاز التحكم في الطفو، المثبت أو سترة الطعنة اعتمادًا على التصميم، هو قطعة من معدات الغوص مع المثانة القابلة للنفخ التي يرتديها الغواصون لإنشاء  تحت الماء و طفو إيجابي على السطح عند الحاجة. يتم التحكم في الطفو عن طريق ضبط حجم الهواء في المثانة. تمتلئ المثانة بغاز الضغط المحيط من أسطوانة غاز التنفس الأولية للغواص عبر خرطوم الضغط المنخفض من المرحلة الأولى للمنظم، مباشرة من اسطوانة صغيرة مخصصة لهذا الغرض، أو من فم الغواص عبر صمام النفخ الفموي.

## وظيفة
تتمثل وظيفة معوض الطفو في السماح للغواص بضبط الطفو تحت الماء أو على السطح في نطاق سلبي قليلاً إلى موجب قليلاً، للسماح بالطفو المحايد الذي يجب الحفاظ عليه طوال نطاق عمق الغوص المخطط، ولتعويض التغييرات في الوزن بسبب استنشاق الغاز أثناء الغوص. تعتمد الاختلافات في طفو بدلة الغوص على حجم وكثافة البدلة والضغط المحيط، ولكن بالنسبة للبدلات السميكة يمكن أن تكون في حدود 10 كجم.

## مكونات

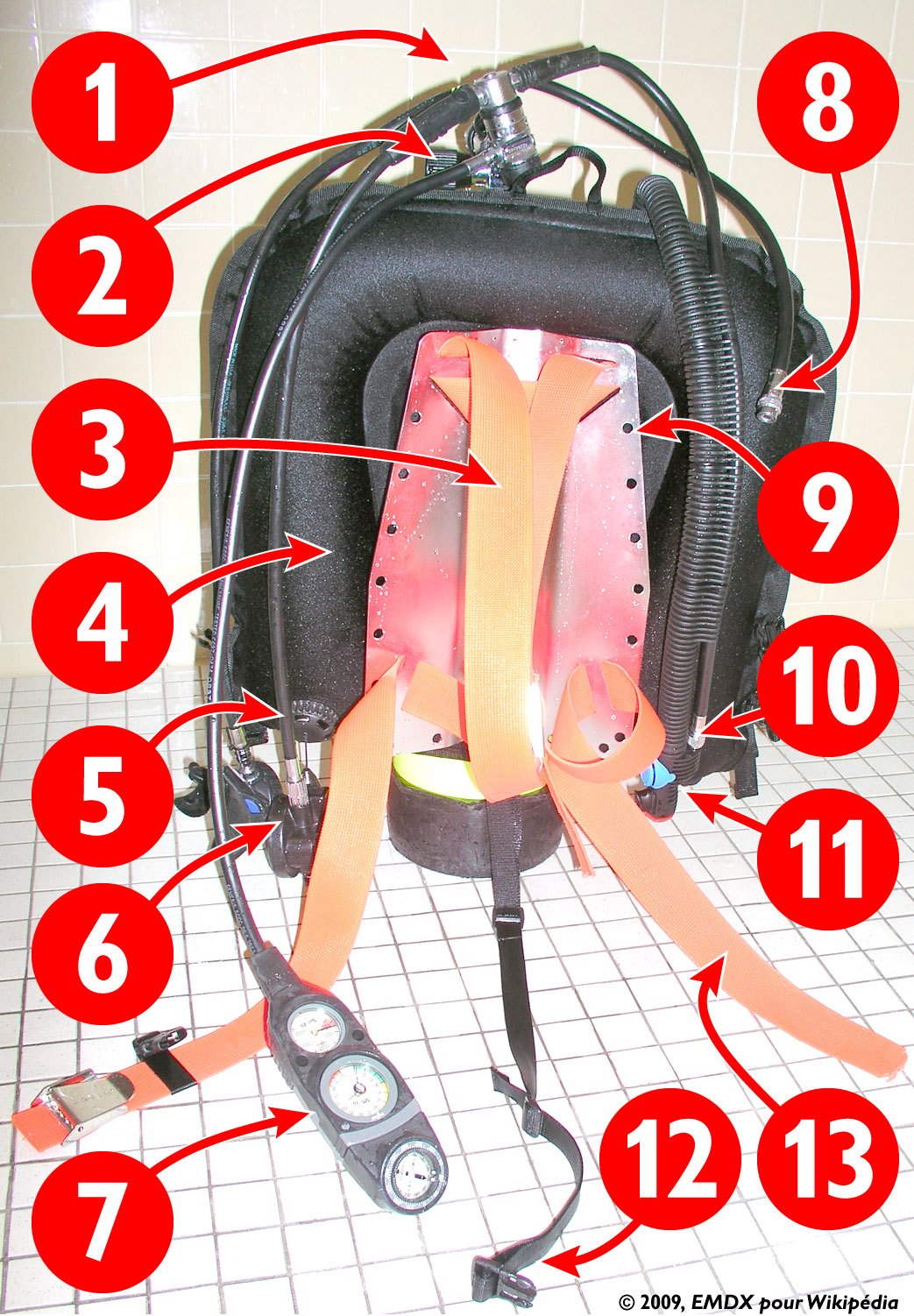
مكونات صديري غطص

المكونات المشتركة لجميع معوضات الطفو :
- «مثانة» لاحتواء الغاز الذي يمكن إضافته أو إطلاقه أثناء الغوص للتحكم في الطفو.
- وسيلة لإضافة الغاز إلى المثانة، بشكل عام تغذية مباشرة بضغط منخفض أو منفاخ الطاقة يقوم بحقن الغاز من خرطوم الضغط المنخفض من أسطوانة الغطس منظم الغوص أو الأسطوانة المساعدة إلى المثانة (المثانة) في BC ، والتي يتم التحكم فيها بواسطة صمام تضخم ، وعادة ما يكون خيار النفخ الفموي. هذه عادة ما تكون في نهاية خرطوم نفخ مطاطي مموج أو مضلع.
- صمام تنفيس أو صمام تفريغ يسمح بإطلاق الغاز أو الهروب بطريقة مضبوطة من المثانة. تحتوي معظم معوضات الطفو على فتحتين على الأقل: واحدة في الجزء العلوي الأقصى والأخرى في الجزء السفلي من BC ، لاستخدامها عندما يهاجر الهواء إلى أي جزء من BC هو الجزء العلوي ، يتم استخدام الفتحة الموجودة عند الكتف عندما يكون الغواص في وضع مستقيم ويتم استخدام الفتحة الموجودة بالقرب من خصر الغواص عند قلبها. عادة ما يكون التنفيس من خلال نظام التضخم الفموي ممكنًا أيضًا.
- صمام تنفيس الضغط الزائد الذي ينفث المثانة تلقائيًا إذا قام الغواص بتضخيم BC عن طريق الصعود أو عن طريق حقن الكثير من الغاز. عادة ما تكون هذه وظيفة ثانوية لصمام التهوية أو التفريغ ، وهي ميزة أمان ضرورية لمنع تلف الضغط الزائد.
- وسيلة لتأمين BC للغواص لنقل قوى الطفو ، ولإبقاء BC في الموضع المخصص لوظيفته المصممة. عادةً ما يتم تأمين BC في جذع الغواص ، إما بأشرطة مخصصة أو كجزء من نظام متعدد الوظائف متكامل مع المثانة أو الغلاف.

بالإضافة إلى ذلك، قد تتضمن بعض معوضات الطفو ميزات أخرى:
- غلاف نسيجي متين لاحتواء وحماية المثانة ، وترتبط به معظم المكونات الأخرى ، مع سحابات للوصول إلى المثانة.
- الأشرطة (الأشرطة) لتأمين أسطوانات التثبيت الخلفي
- بلاستيك أو معدن  لوح خلفي لدعم التركيب الخلفي أسطوانة الغوص
- قد يتم تضمين حزام المنشعب في الحزام لمنع BC من الانزلاق نحو الرأس عندما يكون الغواص في وضع مستقيم والمثانة منتفخة.
- جيوب لحمل الملحقات أو الأدوات الصغيرة.
- نظام نظام وزن الغوص - جيوب لأوزان الرصاص مع آلية تحرير سريعة. يمكن للأوزان المتكاملة أن تلغي الحاجة إلى حزام وزن منفصل.
- تقليم جيوب الوزن لتعديل موضع مركز ثقل الغواص لتحسين تقليم الغواص.
- حلقات D أو نقاط ربط أخرى ، للتثبيت على معدات أخرى مثل المشاعل، ومقياس الضغط، والبكرات، والكاميرات، والمسرح، أو الإنقاذ أو أسطوانات التركيب الجانبي.
- اسطوانات نفخ الطوارئ. يمكن أن تكون هذه إما أسطوانة هواء صغيرة (حوالي 0.5 لتر) ، مملوءة من الأسطوانة الرئيسية للغواص ، أو أسطوانة صغيرة ثاني أكسيد الكربون.
- شريط عاكس لرؤية أفضل.
- حشوة للراحة.
- المثانة الزائدة عن الحاجة مع مكونات الملء والتهوية المرتبطة بها ، كنسخة احتياطية في حالة فشل المثانة الأولية.
- منظم غاز التنفس البديل متصل أو متكامل مع مجموعة صمام النفخ / الانكماش.
- بنجي لكبح جماح الجناح المنتفخ جزئيًا.

## اقرأ أيضاً
- طفو
- كيس طفو
- طوف
- طوف بونتون
- غواصة
- طفو محايد